# Зоопарк Гайаны
Зоопарк Гайаны (официально Зоологический парк Гайаны, англ. Guyana Zoological Park) — зоопарк, расположенный в столице Гайаны, городе Джорджтауне. Зоопарк официально открылся в 1952 году, но земля, которую зоопарк использует, использовалась в качестве ботанических садов с 1895 года. Самые популярные животные в зоопарке — южноамериканская гарпия и ламантин. На 2005 год в зоопарке работало примерно 25 человек. Зоопарк Калгари сотрудничал с зоопарком Гайаны в качестве «зоопарков-побратимов».

## История
В 1877 году правительство Великобритании выделило 72 000 долларов на устройство садов, и в декабре 1878 года, британский садовник Фредерик Джон Ваби прибыл из Лондона в Джорджтаун и более 35 лет занимался созданием ландшафта под сады.
Первые планы организации зоопарка на этой территории были уже с 1880 года, однако их негативно восприняло Королевское сельскохозяйственное общество. 1 января 1952 года Зоологический парк Гайаны впервые открылся в качестве зоопарка. Территория, на которой находится зоопарк, раньше была частью ботанических садов Джорджтауна. Есть партнёрство с зоопарком Калгари (Канада). Связи между двумя зоопарками существуют с 1997 года.

## Животные
Цель зоопарка — показать посетителям всю дикую природу Гайаны. Карибские ламантины, тип морской коровы, живут в пруду с 1895 года. Ламантины, которые сейчас находятся в зоопарке — прямые предки тех. У них есть возможность плавать по зоопарку при помощи канала. Животные, которые живут дольше всего в зоопарке, — пара южноамериканских гарпий, которых завезли в зоопарк в 1952 году и они до сих пор живут (на 2010 год). Тем не менее, одна из гарпий потеряла крыло в результате огнестрельного ранения. Из других животных в зоопарке, можно выделить черепах, капибар, равнинных тапиров, окаймленных черепах, больших анаконд, бразильских ябиру, скорпионовых черепах, стервятников, кайманов, пум, бразильских выдр, коатов, гремучих змей и белоголовых орланов.

## Отзывы
Зоопарк предал себя цели дать людям больше знаний о дикой природе Гайаны. Тем не менее, зоопарк обвиняют в том, что некоторые виды животных они держат в неподходящих условиях. Вот что написали в Lonely Planet в марте 2010 года:
У зоопарка имеется большое количество ошеломляющих животных, которые держатся в очень маленьких и пренебреженных клетках.
Оригинальный текст (англ.)The garden’s zoo has a large collection of fascinating creatures kept in troublingly small and neglected cages
Тем не менее, оценки повышаются, и вскоре Lonely Planet отозвалась, что «размер клеток так же невелик, и зоопарку нужны инвестиции, но в целом за животными хорошо ухаживают».
По сообщению новостной компании Guyana Times в марте 2019 года, в зоопарке довольно много пустых клеток и стало мало посетителей.